# Caridina weberi
Caridina weberi е вид десетоного от семейство Atyidae. Видът не е застрашен от изчезване.

## Разпространение и местообитание
Разпространен е в Индонезия (Малки Зондски острови и Сулавеси), Нова Каледония, Провинции в КНР, Тайван, Тайланд, Фиджи и Френска Полинезия (Дружествени острови и Маркизки острови).
Обитава сладководни басейни, реки и потоци.